# Malinová (Prievidza)
Malinová es un municipio del distrito de Prievidza, en la región de Trenčín, Eslovaquia, con una población estimada, a finales del año 2020, de 1011 habitantes.
Se encuentra ubicado al este de la región, cerca del río Nitra (cuenca hidrográfica del Danubio) y de la frontera con las regiones de Banská Bystrica y Žilina.

## Demografía
| Año        | 1994 | 2004    | 2014    | 2024     |
| ---------- | ---- | ------- | ------- | -------- |
| Población  | 825  | 892     | 909     | 1011     |
| Diferencia |      | +8,12 % | +1,90 % | +11,22 % |

| Año        | 2023 | 2024    |
| ---------- | ---- | ------- |
| Población  | 1026 | 1011    |
| Diferencia |      | −1,46 % |